# 분자 보로메오 고리

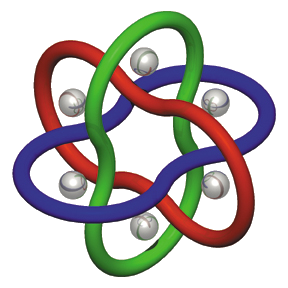

분자 보로메오 고리(영어: molecular Borromean rings)는 거대고리 3개가 보로메오 고리 형태를 이룬 기계적으로 맞물린 분자 구조(mechanically interlocked molecular architecture)이다.

## 같이 보기
- 분자 매듭